# Руставели (кинотеатр)
Кинотеа́тр «Руставе́ли» (груз. კინოთეატრი რუსთაველი) — кинотеатр в районе Мтацминда Тбилиси, Грузия. Расположен напротив здания парламента Грузии по адресу: Проспект Руставели, дом 5.

## Общая информация
Театр был спроектирован архитектором Николаем Северовым в стиле сталинской архитектуры и открыт в 1939 году. Первоначально вмещал 1200 зрителей.

## Строение
Здание имеет четыре этажа и представляет собой кубовидную форму. Первый этаж покрыт рустом, а верхние этажи структурированы коринфскими пилястрами. Верхняя часть здания оформлена в виде нависающего карниза. В сводчатых нишах на уровне второго этажа установлены скульптуры грузинским скульпторам — Валентину Топуридзе и Шоте Микатадзе.

## Реконструкции
11 июля 1999 года кинотеатр был открыт после ремонта, после ремонта зал вмещал 415 зрителей. В кинотеатре демонстрировались в основном фильмы-блокбастеры. Его посещали в среднем тысяча посетителей в день.
В 2018 году кинотеатр закрылся на повторную реконструкцию.